# Urszula Garwolińska
Urszula Garwolińska (ur. 18 października 1936 w Inowrocławiu) – polska robotnica i polityk, posłanka na Sejm PRL IX kadencji.

## Życiorys
W latach 1952–1954 była salową w Szpitalu Miejskim w Inowrocławiu. Od 1954 pracowała jako kontrolerka jakości w Zakładach Galanterii z Tworzyw Sztucznych „Igal” w Inowrocławiu, gdzie była przewodniczącą Związku Zawodowego. Była radną Miejskiej Rady Narodowej w Inowrocławiu. W latach 1985–1989 pełniła mandat posła na Sejm PRL IX kadencji w okręgu Inowrocław jako bezpartyjna, zasiadając w Komisji Przemysłu. Należała także do Koła Posłów Bezpartyjnych. 